# Parotis confinis
Parotis confinis là một loài bướm đêm trong họ Crambidae.